# Berdeniella lucasii
Berdeniella lucasii är en tvåvingeart som först beskrevs av Satchell 1955.  Berdeniella lucasii ingår i släktet Berdeniella och familjen fjärilsmyggor. Inga underarter finns listade i Catalogue of Life.